# R. Gerhold
R. Gerhold, zeitweilig auch R. Gerhold’s Gravir-Anstalt genannt, war eine in Leipzig ansässige Gravieranstalt, die im 19. Jahrhundert als bedeutendste in Deutschland galt.

## Geschichte und Beschreibung

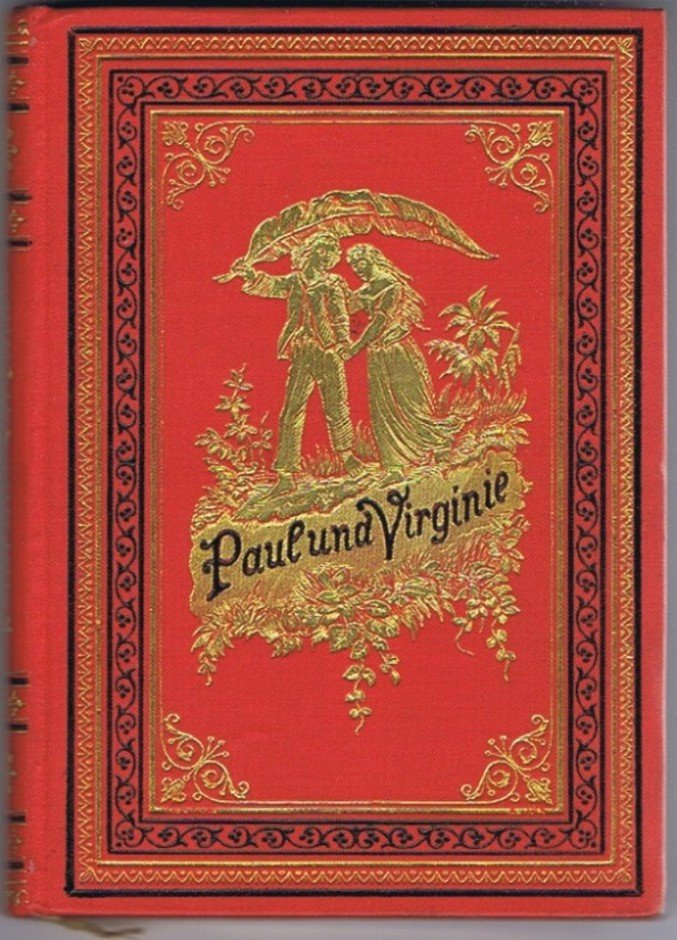
1885: Einbandillustration für die zweite Auflage von Jacques-Henri Bernardin de Saint-Pierres Étude Paul und Virginie mit Gold-Prägedruck von R. Gerhold, auf schwarz und rot bedruckten Leinen sowie Goldschnitt von der Hofbuchdruckerei Greiner & Pfeiffer hergestellt, verlegt von der Rieger’schen Verlagsbuchhandlung in Stuttgart

Das Firma wurde von Wilh. Ad. Louis Robert Gerhold 1866 gegründet und lieferte schon bald Druckplatten für den Farben- und Prägedruck sowie die für die Buchdeckelvergoldung und den Buchdeckeldruck benötigten Messing-Schriften und Zierrate für zahlreiche Buchdrucker-Betriebe im In- und Ausland.
Auf der Weltausstellung 1873 in Wien präsentierte Gerhold eine Mustersammlung von Platten für Bücher der Klassiker und andere oftmals vergoldete Buch- und Album-Deckel. Nach Gerholds Tod 1874 übernahm zunächst dessen Ehefrau Ida Gerhold das Unternehmen, das bald darauf in den Besitz von Hermann Girke und Hermann Lange überging; nach Langes Tod 1902 wurde Girke Alleininhaber. 1878 verarbeitete das Unternehmen Rotguss für rund 20.000 Mark.
Um 1913 beschäftigte das vielfach ausgezeichnete Unternehmen – ähnlich wie die ebenfalls in Leipzig ansässigen Gravieranstalten Alb. Schmidt, M. Orlin und Brendt & Co. – mehr als 50 Arbeiter, die etwa als Graveure, Steinschneider, Ziseleure und Modelleure tätig waren.
Nach einer Neueintragung von R. Gerhold’s Gravieranstalt, Leipzig im August 2007 wurde das als Einzelunternehmen geführte Unternehmen am 4. Dezember 2007 aus dem Handelsregister mit der Nummer HRA 2807 beim Amtsgericht Leipzig gelöscht.